# Jean-Marie Pardessus
Jean-Marie Pardessus (Blois, 1772 – Vineuil, 1853) è stato un giurista francese.

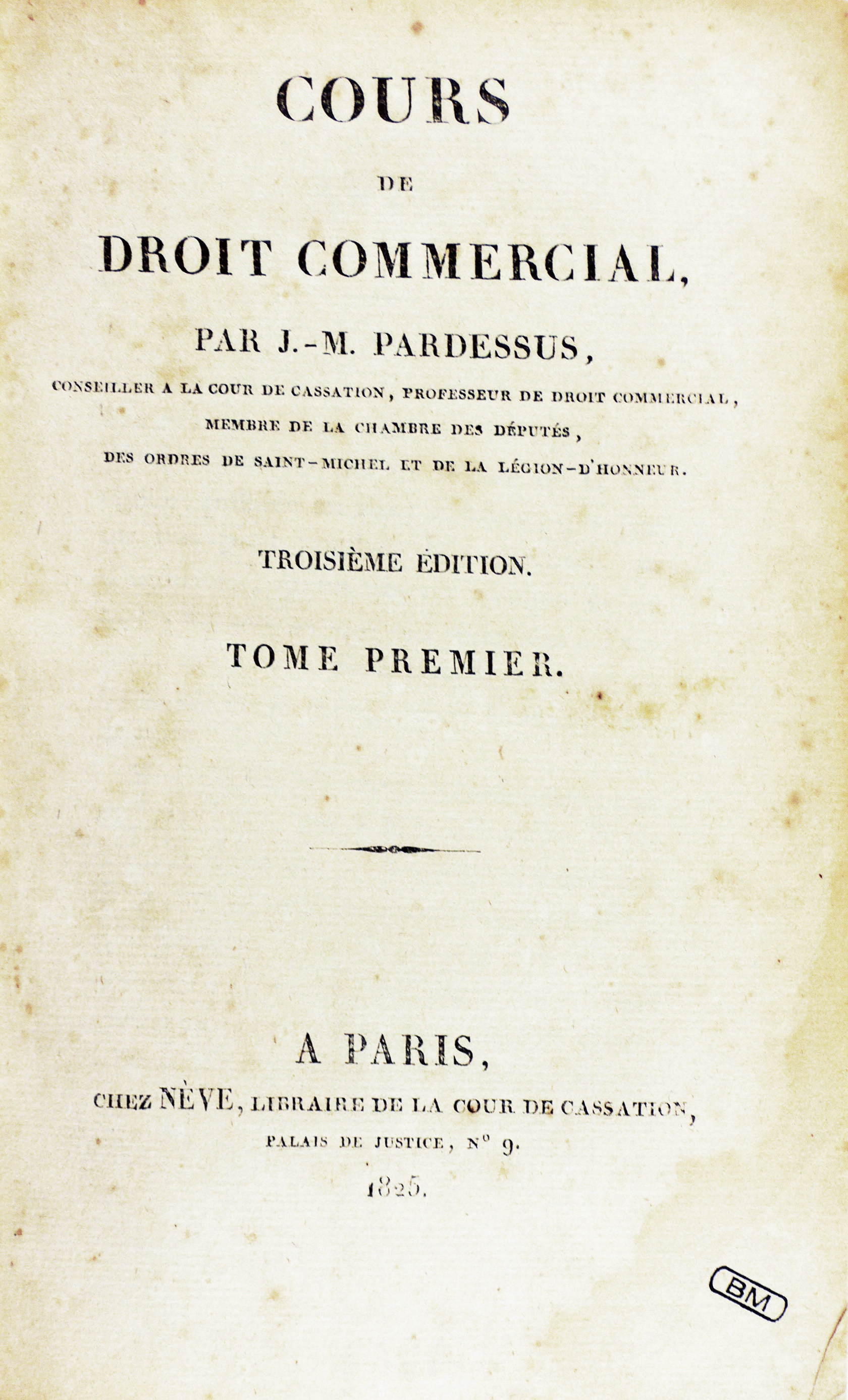
Cours de droit commercial, 1825 (Fondazione Mansutti, MIlano).

Come il padre, divenne avvocato e si occupò di storia, in particolare del diritto commerciale. Divenne membro del Parlamento francese e ottenne la docenza di diritto commerciale all'Università di Parigi, in seguito fu anche consigliere di Cassazione e membro dell'Académie des inscriptions et belles-lettres. Nel 1809 pubblicò il Traité du contrat et des lettres de change, tradotto poi in italiano due anni dopo. La pubblicazione del Cours de droit commercial lo rese celebre, grazie alla raccolta sistematica e coordinata delle norme sul commercio. Pardessus è anche autore della Collection de lois maritimes antérieures au XVIII siècle, importante raccolta in sei tomi delle leggi marittime dall'antichità al XVIII secolo. Nel Traité de droit commercial maritime, Arthur Desjardins lo definisce «un maestro che parla di diritto con profondità e sobrietà».